# ويليام إي. باربر
ويليام إي. باربر (بالإنجليزية: William E. Barber)‏ هو ضابط أمريكي، ولد في 30 نوفمبر 1919 في Dehart ‏ في الولايات المتحدة، وتوفي في 19 أبريل 2002 في إرفاين في الولايات المتحدة.